# Coos Huijsen

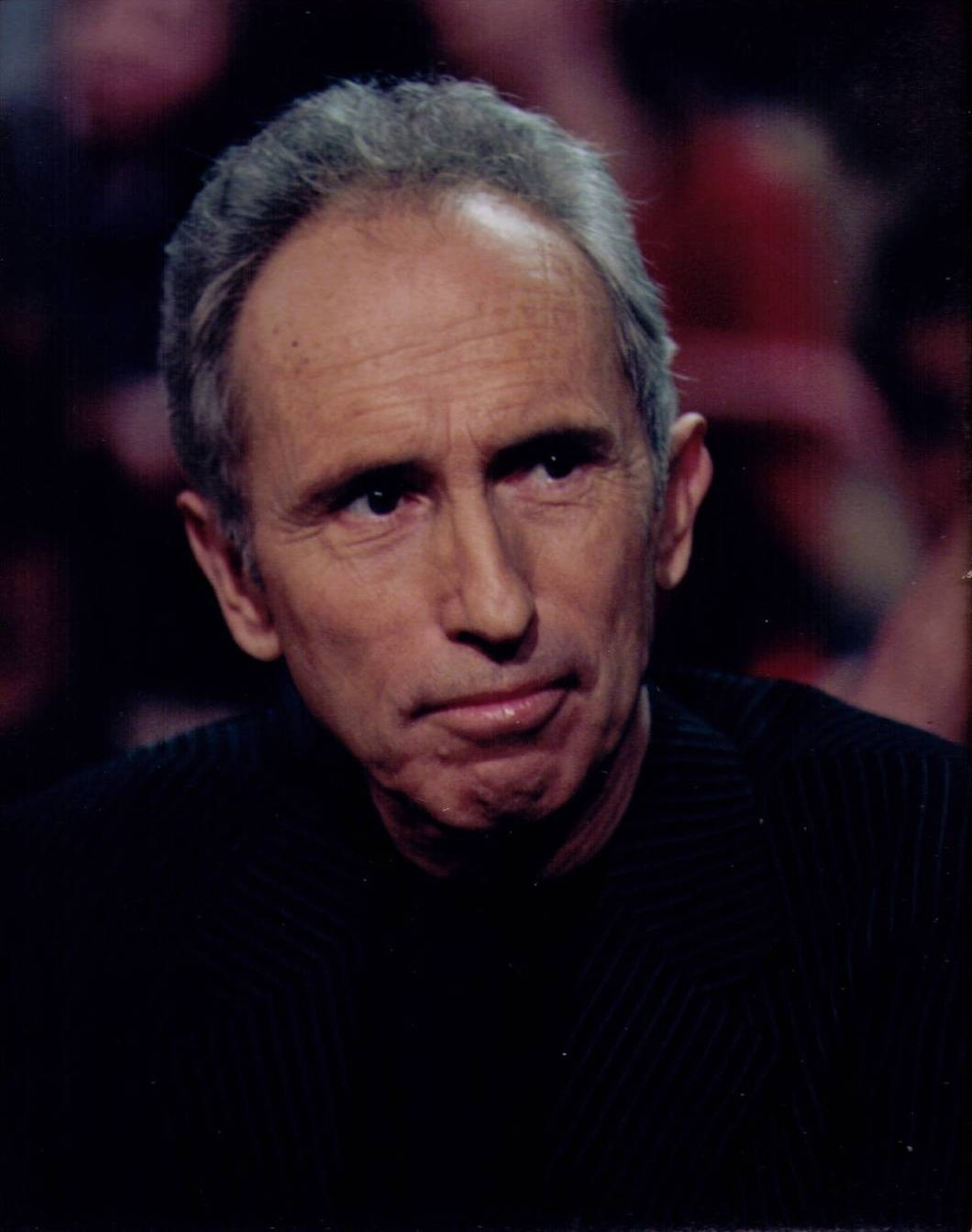
Coos Huijsen (2009)

Coos Huijsen  (* 20. März 1939 in Den Haag) ist ein niederländischer Autor und Politiker der Christelijk-Historischen Unie.

## Leben
Von 1972 bis 1973 und von 1976 bis 1977 war Huijsen Abgeordneter in der Zweiten Kammer der Generalstaaten. 1976 war Huijsen der erste offen schwule Abgeordnete in den Niederlanden und der erste geoutete Schwule in einem nationalen Parlament weltweit. Von 1976 bis 1977 war er Mitglied der Group Huijsen. Seit 1977 ist er Mitglied der Partij van de Arbeid. Nach seiner Abgeordnetenzeit war er als Lehrer und Autor tätig.

## Werke (Auswahl)
- De oranjemythe, een postmodern phenomeen
- Beatrix: De kroon op de republiek 2005
- Nederland en het verhaal van Oranje
- Homo Politicus. De eerste parlementariër ter wereld die uit de kast kwam ("Homo Politicus. The First MP Worldwide Who Came Out of the Closet" – Autobiographie)